# FIA-Formel-2-Rennwochenende in Bahrain 2024
Das FIA-Formel-2-Rennwochenende in Bahrain 2024 war der erste Lauf der FIA-Formel-2-Meisterschaft 2024 und fand vom 29. Februar bis 2. März auf dem Bahrain International Circuit in as-Sachir statt.

## Meldeliste
Alle Teams und Fahrer verwendeten das Dallara-Chassis F2 2024, 3,4-Liter-V634-Turbomotoren von Renault-Mecachrome und Reifen von Pirelli.
| Team                  | Nr. | Fahrer                | Chassis         | Motor             | Reifen |
| --------------------- | --- | --------------------- | --------------- | ----------------- | ------ |
| ART Grand Prix        | 01  | Victor Martins        | Dallara F2 2024 | Mecachrome 3.4 V6 | P      |
| ART Grand Prix        | 02  | Zak O’Sullivan        | Dallara F2 2024 | Mecachrome 3.4 V6 | P      |
| Prema Racing          | 03  | Oliver Bearman        | Dallara F2 2024 | Mecachrome 3.4 V6 | P      |
| Prema Racing          | 04  | Andrea Kimi Antonelli | Dallara F2 2024 | Mecachrome 3.4 V6 | P      |
| Rodin Motorsport      | 05  | Zane Maloney          | Dallara F2 2024 | Mecachrome 3.4 V6 | P      |
| Rodin Motorsport      | 06  | Ritomo Miyata         | Dallara F2 2024 | Mecachrome 3.4 V6 | P      |
| DAMS Lucas Oil        | 07  | Jak Crawford          | Dallara F2 2024 | Mecachrome 3.4 V6 | P      |
| DAMS Lucas Oil        | 08  | Juan Manuel Correa    | Dallara F2 2024 | Mecachrome 3.4 V6 | P      |
| Invicta Racing        | 09  | Kush Maini            | Dallara F2 2024 | Mecachrome 3.4 V6 | P      |
| Invicta Racing        | 10  | Gabriel Bortoleto     | Dallara F2 2024 | Mecachrome 3.4 V6 | P      |
| MP Motorsport         | 11  | Dennis Hauger         | Dallara F2 2024 | Mecachrome 3.4 V6 | P      |
| MP Motorsport         | 12  | Franco Colapinto      | Dallara F2 2024 | Mecachrome 3.4 V6 | P      |
| Van Amersfoort Racing | 14  | Enzo Fittipaldi       | Dallara F2 2024 | Mecachrome 3.4 V6 | P      |
| Van Amersfoort Racing | 15  | Rafael Villagómez     | Dallara F2 2024 | Mecachrome 3.4 V6 | P      |
| Hitech Pulse-Eight    | 16  | Amaury Cordeel        | Dallara F2 2024 | Mecachrome 3.4 V6 | P      |
| Hitech Pulse-Eight    | 17  | Paul Aron             | Dallara F2 2024 | Mecachrome 3.4 V6 | P      |
| Campos Racing         | 20  | Isack Hadjar          | Dallara F2 2024 | Mecachrome 3.4 V6 | P      |
| Campos Racing         | 21  | Josep Maria Martí     | Dallara F2 2024 | Mecachrome 3.4 V6 | P      |
| Trident               | 22  | Richard Verschoor     | Dallara F2 2024 | Mecachrome 3.4 V6 | P      |
| Trident               | 23  | Roman Staněk          | Dallara F2 2024 | Mecachrome 3.4 V6 | P      |
| PHM AIX Racing        | 24  | Joshua Dürksen        | Dallara F2 2024 | Mecachrome 3.4 V6 | P      |
| PHM AIX Racing        | 25  | Taylor Barnard        | Dallara F2 2024 | Mecachrome 3.4 V6 | P      |

## Klassifikationen

### Qualifying
| Pos.                                                                                     | Fahrer                | Team                  | Zeit     | SPR | HAU |
| ---------------------------------------------------------------------------------------- | --------------------- | --------------------- | -------- | --- | --- |
| 01                                                                                       | Gabriel Bortoleto     | Invicta Racing        | 1:41,915 | 10  | 01  |
| 02                                                                                       | Isack Hadjar          | Campos Racing         | 1:41,938 | 09  | 02  |
| 03                                                                                       | Zane Maloney          | Rodin Motorsport      | 1:41,982 | 08  | 03  |
| 04                                                                                       | Dennis Hauger         | MP Motorsport         | 1:41,990 | 07  | 04  |
| 05                                                                                       | Ritomo Miyata         | Rodin Motorsport      | 1:42,003 | 06  | 05  |
| 06                                                                                       | Zak O’Sullivan        | ART Grand Prix        | 1:42,014 | 05  | 06  |
| 07                                                                                       | Enzo Fittipaldi       | Van Amersfoort Racing | 1:42,070 | 04  | 07  |
| 08                                                                                       | Victor Martins        | ART Grand Prix        | 1:42,158 | 03  | 08  |
| 09                                                                                       | Taylor Barnard        | PHM AIX Racing        | 1:42,207 | 02  | 09  |
| 10                                                                                       | Jak Crawford          | DAMS Lucas Oil        | 1:42,287 | 01  | 10  |
| 11                                                                                       | Josep Maria Martí     | Campos Racing         | 1:42,333 | 11  | 11  |
| 12                                                                                       | Paul Aron             | Hitech Pulse-Eight    | 1:42,340 | 12  | 12  |
| 13                                                                                       | Juan Manuel Correa    | DAMS Lucas Oil        | 1:42,369 | 13  | 13  |
| 14                                                                                       | Rafael Villagómez     | Van Amersfoort Racing | 1:42,392 | 14  | 14  |
| 15                                                                                       | Franco Colapinto      | MP Motorsport         | 1:42,392 | 15  | 15  |
| 16                                                                                       | Richard Verschoor     | Trident               | 1:42,644 | 16  | 16  |
| 17                                                                                       | Andrea Kimi Antonelli | Prema Racing          | 1:42,693 | 17  | 17  |
| 18                                                                                       | Oliver Bearman        | Prema Racing          | 1:42,710 | 18  | 18  |
| 19                                                                                       | Amaury Cordeel        | Hitech Pulse-Eight    | 1:42,945 | 19  | 19  |
| 20                                                                                       | Roman Staněk          | Trident               | 1:43,068 | 20  | 20  |
| 21                                                                                       | Joshua Dürksen        | PHM AIX Racing        | 1:43,153 | 21  | 21  |
| 107-Prozent-Zeit: 1:49,049 min (bezogen auf die Pole-Position-Bestzeit von 1:41,915 min) |                       |                       |          |     |     |
| DSQ                                                                                      | Kush Maini            | Invicta Racing        | 1:41,696 | 22  | 22  |
| Quelle:                                                                                  |                       |                       |          |     |     |

Anmerkungen
1. ↑  Kush Maini setzte die schnellste Qualifying-Zeit, wurde aber aufgrund eines technischen Verstoßes (Unterboden zu niedrig) nachträglich disqualifiziert.

### Sprintrennen
| Pos.                                                                         | Fahrer                | Team                  | Runden | Zeit       | Start | Schnellste Runde |
| ---------------------------------------------------------------------------- | --------------------- | --------------------- | ------ | ---------- | ----- | ---------------- |
| 01                                                                           | Zane Maloney          | Rodin Motorsport      | 23     | 42:13,726  | 08    | 1:46,585 (04.)   |
| 02                                                                           | Jak Crawford          | DAMS Lucas Oil        | 23     | + 5,490    | 01    | 1:47,127 (03.)   |
| 03                                                                           | Josep Maria Martí     | Campos Racing         | 23     | + 7,057    | 11    | 1:47,183 (04.)   |
| 04                                                                           | Isack Hadjar          | Campos Racing         | 23     | + 9,783    | 09    | 1:47,605 (03.)   |
| 05                                                                           | Paul Aron             | Hitech Pulse-Eight    | 23     | + 18,188   | 12    | 1:46,909 (03.)   |
| 06                                                                           | Gabriel Bortoleto     | Invicta Racing        | 23     | + 18,320   | 10    | 1:47,608 (04.)   |
| 07                                                                           | Zak O’Sullivan        | ART Grand Prix        | 23     | + 20,135   | 05    | 1:48,132 (03.)   |
| 08                                                                           | Dennis Hauger         | MP Motorsport         | 23     | + 21,032   | 07    | 1:47,622 (04.)   |
| 09                                                                           | Ritomo Miyata         | Rodin Motorsport      | 23     | + 21,490   | 06    | 1:47,702 (04.)   |
| 10                                                                           | Richard Verschoor     | Trident               | 23     | + 21,839   | 16    | 1:47,872 (05.)   |
| 11                                                                           | Victor Martins        | ART Grand Prix        | 23     | + 23,840   | 03    | 1:47,154 (04.)   |
| 12                                                                           | Juan Manuel Correa    | DAMS Lucas Oil        | 23     | + 26,833   | 13    | 1:47,660 (04.)   |
| 13                                                                           | Kush Maini            | Invicta Racing        | 23     | + 27,246   | 22    | 1:48,169 (04.)   |
| 14                                                                           | Andrea Kimi Antonelli | Prema Racing          | 23     | + 30,260   | 17    | 1:46,072 (12.)   |
| 15                                                                           | Joshua Dürksen        | PHM AIX Racing        | 23     | + 35,257   | 21    | 1:46,847 (03.)   |
| 16                                                                           | Oliver Bearman        | Prema Racing          | 23     | + 36,247   | 18    | 1:45,841 (13.)   |
| 17                                                                           | Enzo Fittipaldi       | Van Amersfoort Racing | 23     | + 56,183   | 04    | 1:45,833 (23.)   |
| 18                                                                           | Franco Colapinto      | MP Motorsport         | 23     | + 1:04,819 | 15    | 1:47,644 (04.)   |
| 19                                                                           | Rafael Villagómez     | Van Amersfoort Racing | 23     | + 1:31,558 | 14    | 1:47,557 (05.)   |
| –                                                                            | Roman Staněk          | Trident               | 19     | DNF        | 20    | 1:48,340 (05.)   |
| –                                                                            | Taylor Barnard        | PHM AIX Racing        | 16     | DNF        | 02    | 1:47.394 (04.)   |
| –                                                                            | Amaury Cordeel        | Hitech Pulse-Eight    | 0      | DNF        | 19    | keine Zeit       |
| Schnellste Rennrunde, die für Punkte berechtigt ist: Zane Maloney (1:46,585) |                       |                       |        |            |       |                  |
| Quelle:                                                                      |                       |                       |        |            |       |                  |

### Hauptrennen
| Pos.                                                                          | Fahrer                | Team                  | Runden | Zeit        | Start | Schnellste Runde |
| ----------------------------------------------------------------------------- | --------------------- | --------------------- | ------ | ----------- | ----- | ---------------- |
| 01                                                                            | Zane Maloney          | Rodin Motorsport      | 32     | 1:02:46,435 | 03    | 1:46,813 (23.)   |
| 02                                                                            | Josep Maria Martí     | Campos Racing         | 32     | + 4,621     | 11    | 1:47,437 (23.)   |
| 03                                                                            | Paul Aron             | Hitech Pulse-Eight    | 32     | + 11,781    | 12    | 1:46,964 (23.)   |
| 04                                                                            | Zak O’Sullivan        | ART Grand Prix        | 32     | + 12,523    | 06    | 1:47,158 (22.)   |
| 05                                                                            | Gabriel Bortoleto     | Invicta Racing        | 32     | + 12,591    | 01    | 1:47,223 (24.)   |
| 06                                                                            | Franco Colapinto      | MP Motorsport         | 32     | + 13,609    | 15    | 1:47,386 (24.)   |
| 07                                                                            | Kush Maini            | Invicta Racing        | 32     | + 14,719    | 22    | 1:46,755 (26.)   |
| 08                                                                            | Dennis Hauger         | MP Motorsport         | 32     | + 16,002    | 04    | 1:46,743 (17.)   |
| 09                                                                            | Ritomo Miyata         | Rodin Motorsport      | 32     | + 16,272    | 05    | 1:48,172 (26.)   |
| 10                                                                            | Andrea Kimi Antonelli | Prema Racing          | 32     | + 20,405    | 17    | 1:48,024 (24.)   |
| 11                                                                            | Joshua Dürksen        | PHM AIX Racing        | 32     | + 24,035    | 21    | 1:47,922 (18.)   |
| 12                                                                            | Rafael Villagómez     | Van Amersfoort Racing | 32     | + 29,532    | 14    | 1:48,376 (25.)   |
| 13                                                                            | Roman Staněk          | Trident               | 32     | + 31,193    | 20    | 1:46,825 (16.)   |
| 14                                                                            | Richard Verschoor     | Trident               | 32     | + 33,702    | 17    | 1:47,749 (15.)   |
| 15                                                                            | Oliver Bearman        | Prema Racing          | 32     | + 51,135    | 18    | 1:47,466 (16.)   |
| 16                                                                            | Taylor Barnard        | PHM AIX Racing        | 32     | + 58,999    | 09    | 1:48,467 (17.)   |
| –                                                                             | Victor Martins        | ART Grand Prix        | 17     | DNF         | 08    | 1:48,708 (17.)   |
| –                                                                             | Jak Crawford          | DAMS Lucas Oil        | 16     | DNF         | 10    | 1:49,158 (07.)   |
| –                                                                             | Amaury Cordeel        | Hitech Pulse-Eight    | 14     | DNF         | 19    | 1:49,957 (11.)   |
| –                                                                             | Juan Manuel Correa    | DAMS Lucas Oil        | 6      | DNF         | 13    | 1:52,210 (05.)   |
| –                                                                             | Isack Hadjar          | Campos Racing         | 0      | DNF         | 02    | keine Zeit       |
| –                                                                             | Enzo Fittipaldi       | Van Amersfoort Racing | 0      | DNF         | 07    | keine Zeit       |
| Schnellste Rennrunde, die für Punkte berechtigt ist: Dennis Hauger (1:46,743) |                       |                       |        |             |       |                  |
| Quelle:                                                                       |                       |                       |        |             |       |                  |

Anmerkungen
1. ↑  Paul Aron erhielt eine Fünf-Sekunden-Strafe (Höchstgeschwindigkeit in der Boxengasse überschritten), die auf die Endzeit aufaddiert wurde; er verlor keine Position im Endresultat.
2. ↑  Rafael Villagómez erhielt eine Fünf-Sekunden-Strafe (Höchstgeschwindigkeit in der Boxengasse überschritten), die auf die Endzeit aufaddiert wurde; er verlor keine Position im Endresultat.
3. ↑  Richard Verschoor erhielt eine Fünf-Sekunden-Strafe (Höchstgeschwindigkeit in der Boxengasse überschritten), die auf die Endzeit aufaddiert wurde; er verlor zwei Positionen im Endresultat.

## Meisterschafts-Stände nach dem Rennwochenende
Beim Hauptrennen (HAU) bekamen die ersten Zehn des Rennens 25, 18, 15, 12, 10, 8, 6, 4, 2 bzw. 1 Punkt(e). Beim Sprintrennen (SPR) erhielten die ersten Acht des Rennens 10, 8, 6, 5, 4, 3, 2 bzw. 1 Punkt(e). Die zusätzlichen zwei Punkte für die Pole-Position im Hauptrennen gingen an Gabriel Bortoleto, der Extrapunkt für die schnellste Rennrunde wurde an Dennis Hauger (HAU) sowie Zane Maloney (SPR) vergeben.

### Fahrerwertung
| Pos. | Fahrer            | Team               | Punkte |
| ---- | ----------------- | ------------------ | ------ |
| 01   | Zane Maloney      | Rodin Motorsport   | 36     |
| 02   | Josep Maria Martí | Campos Racing      | 24     |
| 03   | Paul Aron         | Hitech Pulse-Eight | 19     |
| 04   | Gabriel Bortoleto | Invicta Racing     | 15     |
| 05   | Zak O’Sullivan    | ART Grand Prix     | 14     |
| 06   | Jak Crawford      | DAMS Lucas Oil     | 8      |
| 07   | Franco Colapinto  | MP Motorsport      | 8      |
| 08   | Kush Maini        | Invicta Racing     | 6      |
| 09   | Dennis Hauger     | MP Motorsport      | 6      |
| 10   | Isack Hadjar      | Campos Racing      | 5      |
| 11   | Ritomo Miyata     | Rodin Motorsport   | 2      |

| Pos. | Fahrer                | Team                  | Punkte |
| ---- | --------------------- | --------------------- | ------ |
| 12   | Andrea Kimi Antonelli | Prema Racing          | 1      |
| 13   | Richard Verschoor     | Trident               | 0      |
| 14   | Joshua Dürksen        | PHM AIX Racing        | 0      |
| 15   | Victor Martins        | ART Grand Prix        | 0      |
| 16   | Rafael Villagómez     | Van Amersfoort Racing | 0      |
| 17   | Juan Manuel Correa    | DAMS Lucas Oil        | 0      |
| 18   | Roman Staněk          | Trident               | 0      |
| 19   | Oliver Bearman        | Prema Racing          | 0      |
| 20   | Taylor Barnard        | PHM AIX Racing        | 0      |
| 21   | Enzo Fittipaldi       | Van Amersfoort Racing | 0      |
| 22   | Amaury Cordeel        | Hitech Pulse-Eight    | 0      |

### Teamwertung
| Pos. | Konstrukteur       | Punkte |
| ---- | ------------------ | ------ |
| 01   | Rodin Motorsport   | 38     |
| 02   | Campos Racing      | 29     |
| 03   | Invicta Racing     | 21     |
| 04   | Hitech Pulse-Eight | 19     |
| 05   | ART Grand Prix     | 14     |
| 06   | MP Motorsport      | 14     |

| Pos. | Konstrukteur          | Punkte |
| ---- | --------------------- | ------ |
| 07   | DAMS Lucas Oil        | 8      |
| 08   | Prema Racing          | 1      |
| 09   | Trident               | 0      |
| 10   | PHM AIX Racing        | 0      |
| 11   | Van Amersfoort Racing | 0      |